# Tsuga forrestii
Tsuga forrestii är en tallväxtart som beskrevs av Dorothy Downie. Tsuga forrestii ingår i hemlocksläktet som ingår i familjen tallväxter. Inga underarter finns listade i Catalogue of Life.
Arten förekommer i bergstrakter i Kina i nordöstra Guizhou, sydvästra Sichuan och nordvästra Yunnan. Den växer i regioner som ligger 2000 till 3500 meter över havet. Klimatet i regionen är ganska kyligt med måttligt till mycket regn. Årsnederbörden ligger mellan 1 000 och 2 000 mm.
Tsuga forrestii bildar vanligen barrskogar med Larix potaninii och arter av gransläktet samt ädelgransläktet. Ibland ingår andra barrträd som Pseudotsuga sinensis och Cephalotaxus fortunei eller lövträd som kinesisk björk samt arter av lönnsläktet, rönnsläktet, eksläktet och magnoliasläktet. Tsuga forrestii är aldrig ett förhärskande träd i skogarna.
Träet används bland annat för byggnader, möbler och som stödpelare i gruvor. Intensivt skogsbruk kan minska beståndet märkbart. Populationens storlek är inte känd men det antas att beståndet minskade med 30 till 50 procent under de gångna 60 till 75 åren (räknad från 2013). IUCN kategoriserar arten globalt som sårbar.